# Moser von Eggendorf

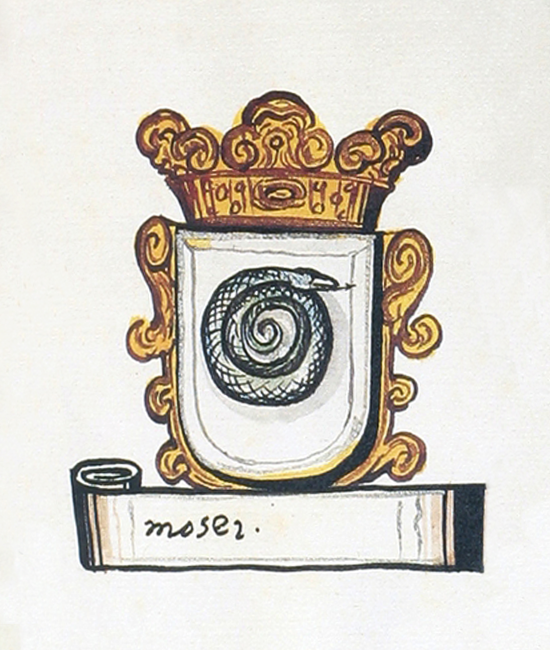
Wappen der Moser (von Eggendorf)

Die Moser von Eggendorf (auch zu Eggendorf) oder Moser am Weyr (auch zum Weyer) waren oberösterreichische Kleinadelige und Herren auf Eggendorf und Weitersdorf.

## Geschichte
Ortolf Moser am Weyr (heute Weyerbach) wird 1385 genannt, seine Söhne Otto und Engelschalch waren Herrn von Egendorf und Weittersdorf. Ulrich Moser zum Weyer war 1472 Richter (Pfleger) zu Haal in der Hofmarch, 1475 heiratet er Amalei Matschacher. Ihr Sohn Georg Moser, Pfleger von Wallsee, starb 1506, der Grabstein befindet sich in der Pfarrkirche Sindelburg bei Nieder-Walsee.
Dorothea, die Tochter von Christoph Moser zum Weyr, heiratet Lorenz von Sintzendorf. Sie stirbt 1515, beide liegen in Kematen begraben (Inschrift).
Erasmus Moser am Weyr, Herr zu Eggendorf, verkauft das Stamm-Haus und den Sitz Weyr (Weyerbach) an Herrn Georg Sigharter zu Leombach.
Herr Reichard Moser zu Egendorf und Senffteneck, verkauft 1535 Senfteneck an Herrn Adam Schweinpöcken.
Wolf Moser war Pfleger zu Freydeck. Mit seinem Sohn Hans Moser zu Eggendorf stirbt dieses Geschlecht im 16. Jahrhundert aus.

## Wappen

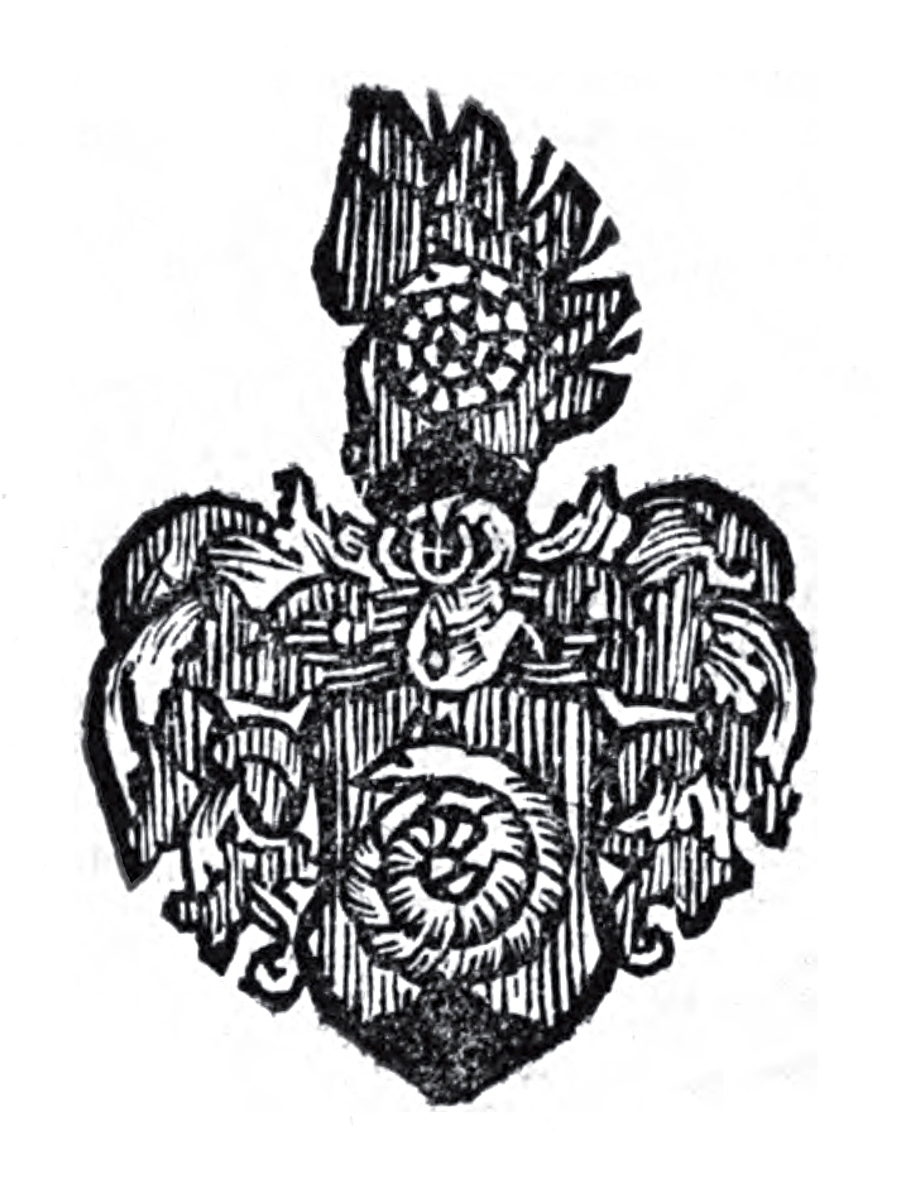
Wappen der Moser von Eggendorf (Moser am Weyer)

In rotem Schild auf schwarzem Dreiberg eine silberne Schnecke. Auf dem gekrönten Helm, mit rot-silbernen Decken, ein offener roter Adlerflug mit der silbernen Schnecke auf dem schwarzen Dreiberg.